# Superfície Fermi

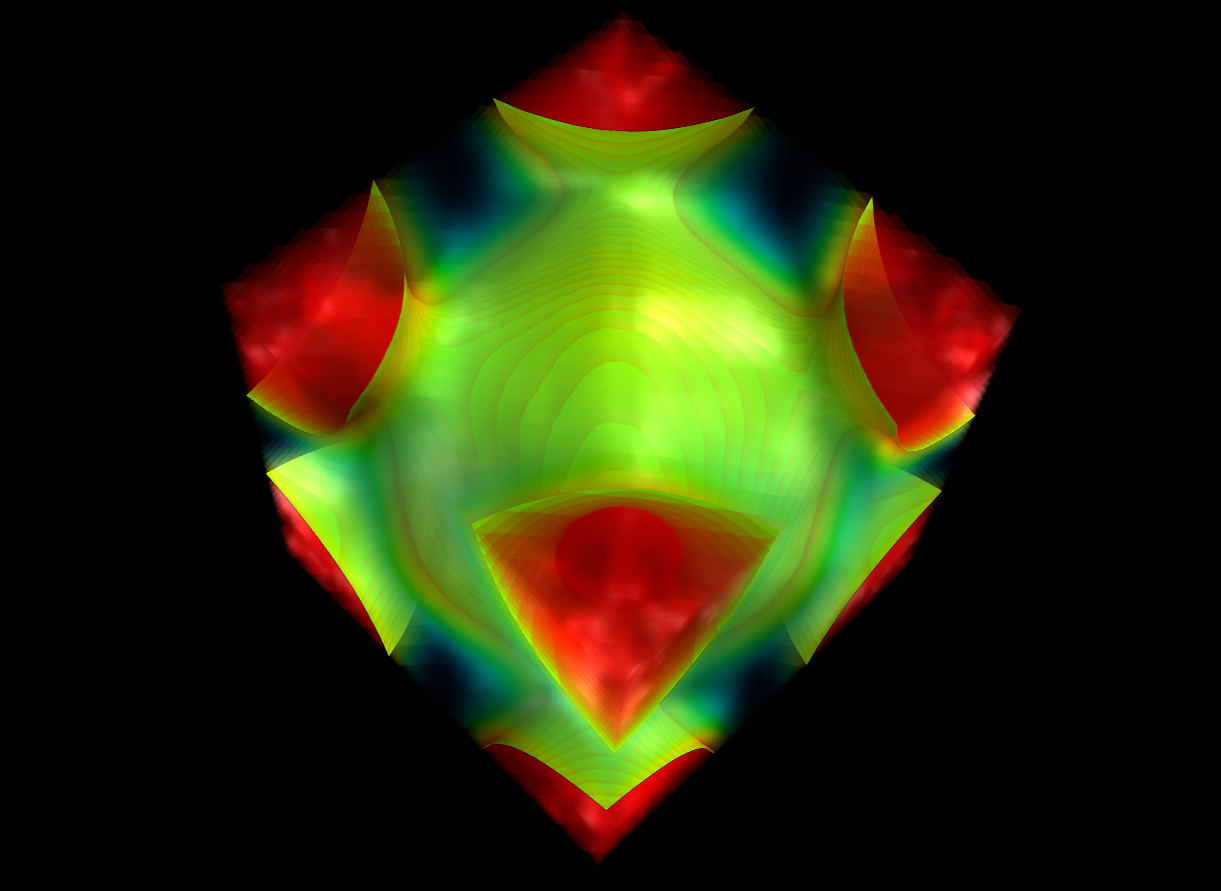
Fig. 1: superfície de Fermi i electró mo densitat mental del coure a l'esquema de zona reduïda mesurada amb ACAR 2D.

En la física de la matèria condensada, la superfície de Fermi és la superfície de l'espai recíproc que separa els estats d'electrons ocupats dels desocupats a temperatura zero. La forma de la superfície de Fermi es deriva de la periodicitat i simetria de la xarxa cristal·lina i de l'ocupació de bandes d'energia electròniques. L'existència d'una superfície de Fermi és una conseqüència directa del principi d'exclusió de Pauli, que permet un màxim d'un electró per estat quàntic. L'estudi de les superfícies de Fermi dels materials s'anomena fermiologia.
Considereu un gas de Fermi ideal sense spin {\displaystyle N} partícules. Segons les estadístiques de Fermi-Dirac, el nombre mitjà d'ocupació d'un estat amb energia {\displaystyle \epsilon _{i}} ve donada per
{\displaystyle \langle n_{i}\rangle ={\frac {1}{e^{(\epsilon _{i}-\mu )/k_{\rm {B}}T}+1}},}
on,
- és el nombre mitjà d'ocupació de la estat
- és l'energia cinètica de la estat
- és el potencial químic (a temperatura zero, aquesta és l'energia cinètica màxima que pot tenir la partícula, és a dir Energia Fermi)
- és la temperatura absoluta
- és la constant de Boltzmann

Suposem que considerem el límit {\displaystyle T\to 0}. Llavors tenim,
{\displaystyle \left\langle n_{i}\right\rangle \to {\begin{cases}1&(\epsilon _{i}<\mu )\\0&(\epsilon _{i}>\mu )\end{cases}}.}
Segons el principi d'exclusió de Pauli, no hi ha dos fermions en el mateix estat. Per tant, en l'estat d'energia més baixa, les partícules omplen tots els nivells d'energia per sota de l'energia de Fermi {\displaystyle E_{\rm {F}}}, que equival a dir això {\displaystyle E_{\rm {F}}} és el nivell d'energia per sota del qual hi ha exactament {\displaystyle N} estats.